# Avitta atripuncta
Avitta atripuncta är en fjärilsart som beskrevs av George Francis Hampson 1926. Avitta atripuncta ingår i släktet Avitta och familjen nattflyn. Inga underarter finns listade i Catalogue of Life.